# Abschussbecher

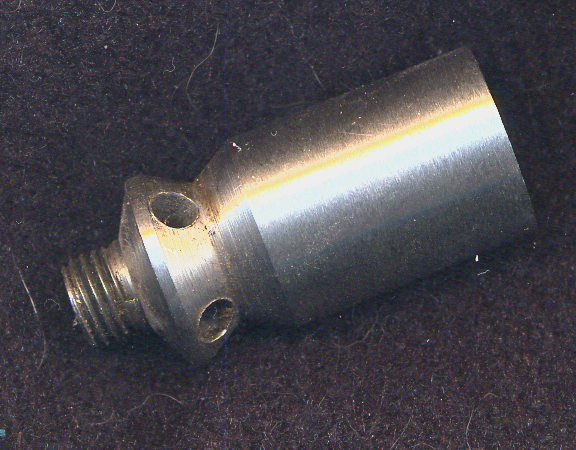
Einfach-Abschussbecher für pyrotechnische Geschosse

Ein Abschussbecher wird bei einer Schreckschusswaffe zum Verschießen von pyrotechnischen Geschossen (z. B. Signalmunition, Vogelschreck) verwendet.

## Einfach-Abschussbecher
Die Form und Größe des Abschussbechers kann von Hersteller zu Hersteller aber auch von Modell zu Modell unterschiedlich sein, doch der Innendurchmesser beträgt bei neueren Modellen meist 15 mm.
Viele Abschussbecher weisen Entlastungsbohrungen auf, um überschüssigen Gasdruck entweichen zu lassen.
Um die Signalmunition verschießen zu können, wird der Abschussbecher in die Mündung der Schreckschusswaffe geschraubt. Beim Schießen sollte die Waffe senkrecht über den Kopf gehalten werden.

## Mehrfach-Abschussbecher
Im Handel sind auch Abschussbecher vorhanden, mit denen mehrere pyrotechnische Geschosse abgeschossen werden können. Dafür wird der Mehrfach-Abschussbecher entweder in den Einfach-Abschussbecher gesteckt und dort eingespannt oder mithilfe eines Adapters an den Lauf der Waffe geschraubt.
Mehrfach-Abschussbecher werden grundsätzlich in zwei unterschiedliche Kategorien unterteilt.
1. Abschussbecher, bei denen die Geschosse gleichzeitig abgefeuert werden können.[2]
2. Abschussbecher, bei denen die pyrotechnischen Geschosse hintereinander abgeschossen werden können.[3]